# Кузмали
Кузмали (на гръцки: Ανήλιο, Анилио, катаревуса: Ανήλιον, Анилион) е бивше село в Република Гърция, разположено на територията на дем Бук (Паранести) в област Източна Македония и Тракия.

## География
Селото е било разположено на 15 km източно от демовия център Бук (Паранести) в планината Коджадаг, западно от Карагьоз на река Генез. В 1969 година вече в развалини е прекръстено на Анилио.